# آنزا (خواننده)

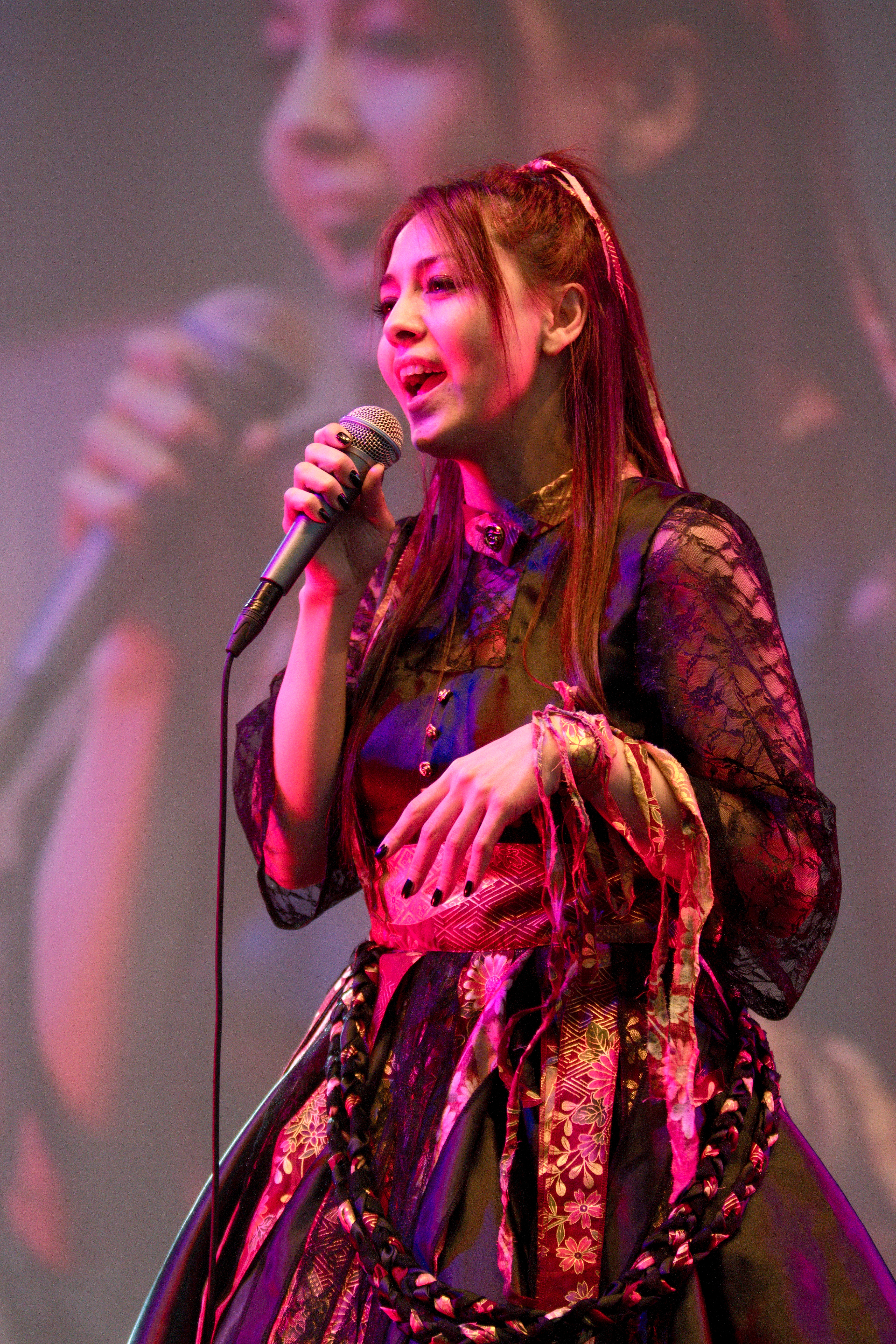
آنزا در سال 2011

آنزا (انگلیسی: Anza؛ زادهٔ ۴ مهٔ ۱۹۷۶) خواننده، بازیگر، آهنگساز، ترانه‌سرا، مدل (شخص)، و بازیگر خردسال اهل ژاپن است. وی از سال ۱۹۹۲ میلادی تاکنون مشغول فعالیت بوده‌است.